# Brachypelma baumgarteni
Brachypelma baumgarteni är en spindelart som beskrevs av Smith 1993. Brachypelma baumgarteni ingår i släktet Brachypelma och familjen fågelspindlar. Inga underarter finns listade.